# Diámetro nominal

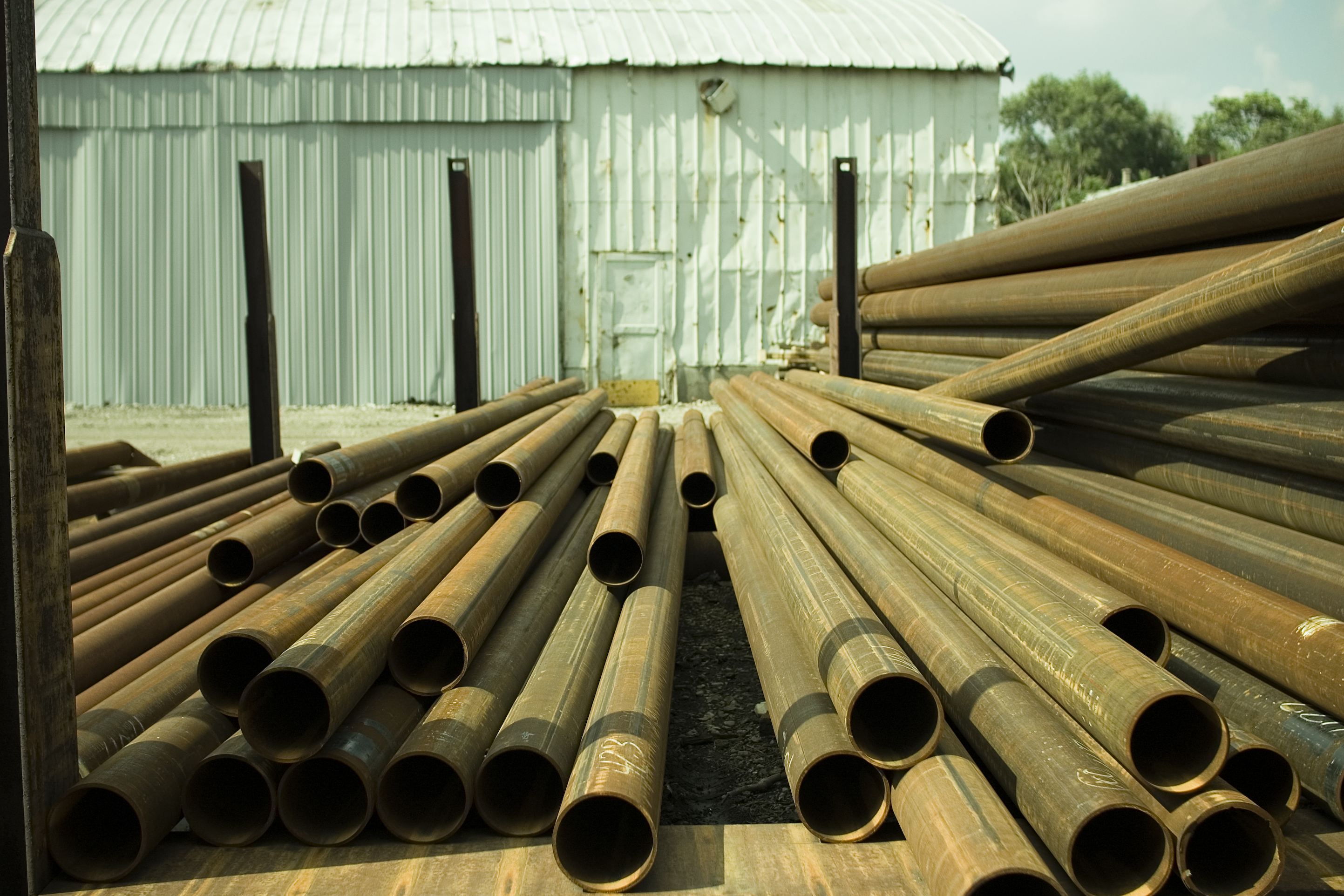
Tubos de metal almacenados en un patio.

El diámetro nominal de tubos representa el tamaño estándar para tuberías de presión.  En Estados Unidos se usa un sistema denominado en pulgadas, mientras en Europa denominan en milímetros según que define la norma ISO 6708.
El tamaño de tubos se especifica mediante dos números adimensionales: el diámetro nominal (NPS, del inglés Nominal Pipe Size) y la cédula (SCH, del inglés schedule). El valor del NPS en pulgadas se relaciona con el diámetro interior para schedule standard, es decir un tubo de 1" schedule std tiene un diámetro interior de 25,4mm, pero solo hasta los 12 pulgadas. Para NPS 14 y más grande, el NPS es igual al diámetro exterior en pulgadas. El espesor de la pared aumenta con una mayor SCH, manteniendo el diámetro exterior constante para un determinado NPS.
El SCH corresponde a la norma ASTM.